# Honkajoki
Honkajoki [ˈhɔŋkɑjɔki] ist ein Ort in Südwestfinnland. Seit der Eingemeindung der ehemaligen Gemeinde Honkajoki am 1. Januar 2021 liegt der Ort in der Gemeinde Kankaanpää. Der Name Honkajoki bedeutet aus dem Finnischen übersetzt so viel wie Kieferfluss. Honkajoki liegt rund 70 km nordöstlich von Pori und 110 km nordwestlich der Großstadt Tampere am Fluss Karvianjoki. Verkehrstechnisch ist der Ort über die Nationalstraße 44 angebunden.

## Ehemalige Gemeinde

Lage der Gemeinde Honkajoki in Finnland

Bis zum 21. Dezember 2020 bildete Honkajoki mit umliegenden Siedlungen die Gemeinde Honkajoki (finnisch Honkajoen kunta). Sie zählte 1666 Einwohner (Stand 31. Dezember 2018) auf einer Fläche von 333,07 km² (davon 1,80 km² Wasserflächen). Stellenweise bildete Honkajoki die nördliche Grenze der Landschaft Satakunta. Honkajoki war eine einsprachig finnische Gemeinde.

Wappen von Honkajoki

Das Wappen der Gemeinde bestand aus einem zweigriffigen braunen Bottich auf hellblauem Hintergrund. Über diesem hölzernen Gefäß befindet sich ein siebenzackiger silberner Stern. Der Bottich steht dabei für das traditionelle Handwerk des Böttchers, der Stern entstammt dem Wappen der Landschaft Satakunta.